# A Lituanica lezuhanása
A Lituanica nevű repülőgép 1933. július 17-én, 37 órás repülés után zuhant le német területen. A repülőgép pilótái, Steponas Darius és Stasys Girėnas voltak az Atlanti-óceánt elsőként átrepülő litvánok.

## A rekordkísérlet
Steponas Darius és Stasys Girėnas Litvániában született, de mindketten Chicagóban nevelkedtek, és mindketten szolgáltak az első világháború során az amerikai hadseregben. 1932-ben határozták el, Charles Lindbergh példája nyomán, hogy leszállás nélkül átrepülik az Atlanti-óceánt.
Az útra 1932. június 18-án megvettek egy használt Bellanca CH–300 Pacemaker típusú repülőgépét 3200 dollárért. Az egymotoros, hatüléses gépet E. M. Laird műhelyében alakították át a transzatlanti útra, a többi között jelentősen megnövelték az üzemanyagtartályok kapacitását, a kerekekre pedig a légellenállást csökkentő, áramvonalas burkolat került. A gépbe új, Wright Whirlwind J6–9E típusú motort építettek. 1933. március 29-ére befejeződtek a munkák, a gép új lajtsomjelet (NR-688E) kapott. A narancssárgára festett repülőgépet Lituanicának (Litvánia latin elnevezése) keresztelték. A kísérlet finanszírozásában litván klubok és szervezetek is részt vállaltak.

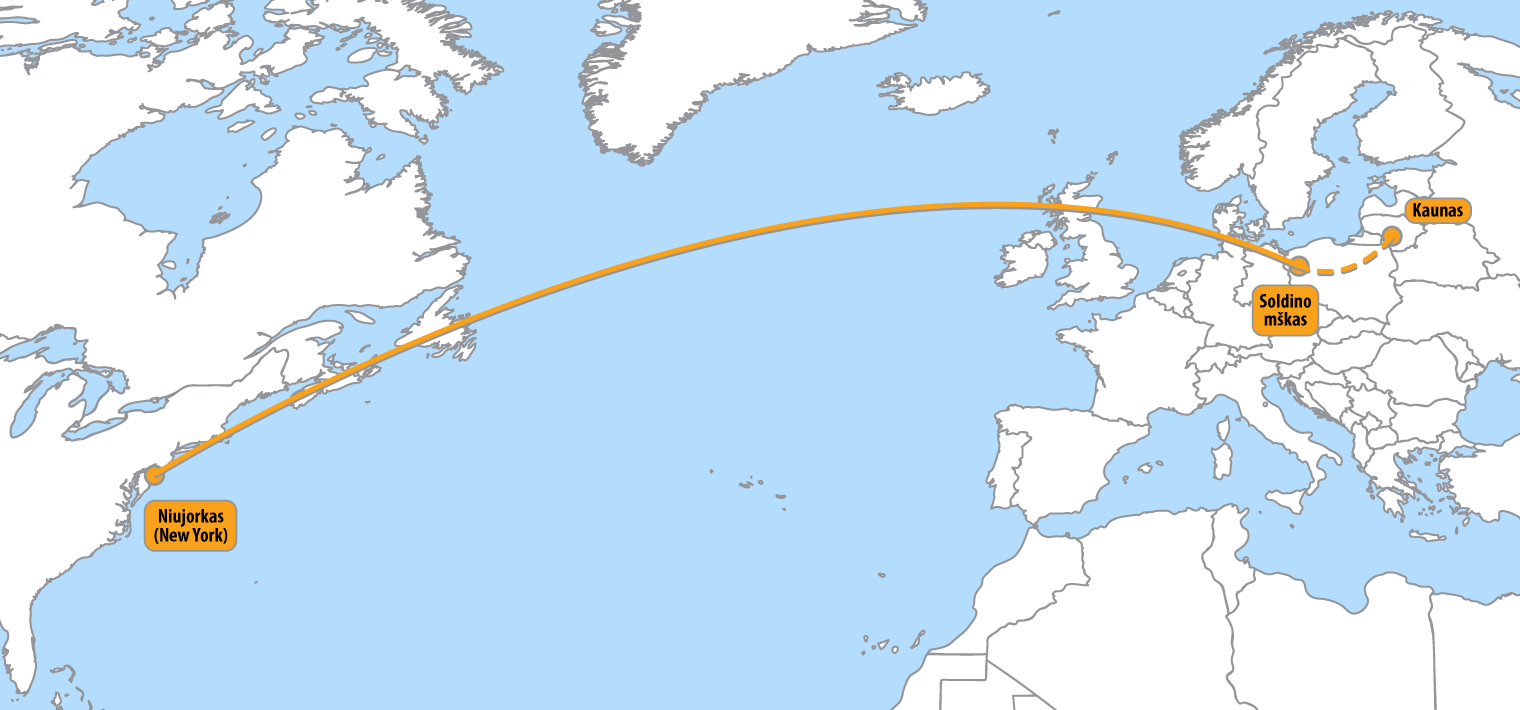
A Lituanica repülési útvonala

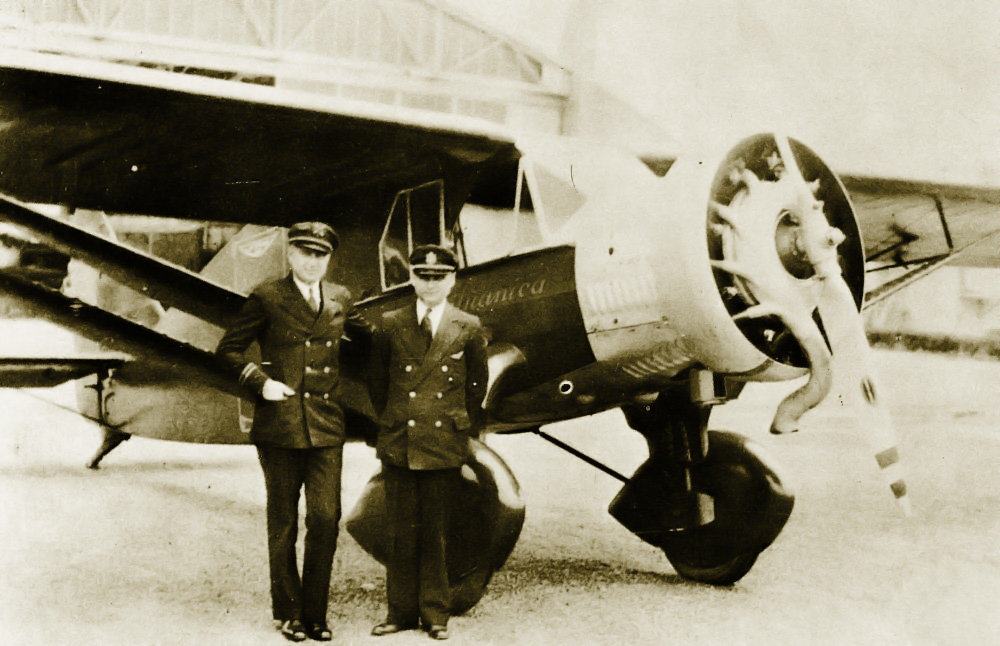
A pilóták és a Lituanica

A Lituanica 1933. július 15-én, 6 óra 24 perckor szállt fel a New York-i Floyd Bennett repülőtérről a litvániai Kaunas felé. A tervek szerint 7186 kilométert repültek volna a következő útvonalon: New York–Új-Fundland–Atlanti-óceán–Írország–London–Amszterdam–Swinemünde–Königsberg–Kaunas. Az időjárási viszonyok miatt Írország felett észak felé fordultak, és Skócia, illetve az Északi-tenger felől érték el Németországot. A gép július 17-én, hajnali fél egykor, 37 óra 11 perc repülés és 6411 megtett kilométer után lezuhant a németországi Kuhdamm (ma Lengyelország, Pszczelnik, Myślibórz [németül Soldin] része) közelében. A gép ekkor 650 kilométerre volt céljától, az aleksotasi repülőtértől.
Többen azt gyanították, hogy a repülőt a németek lőtték le, mert megsértette légterüket, de a boncolás nem találta nyomát támadásnak. Sokkal valószínűbb, hogy a repülőgép a rossz időjárási körülmények miatt csapódott a földbe. A litván vizsgálat megállapította, hogy a motor működőképes volt, a tartályokban pedig még volt üzemanyag. A két pilóta holttestét július 19-én egy Deruluft (Német–Orosz Légiközlekedési Rt.) gép vitte Kaunasba. Steponas Darius és Stasys Girenas búcsúztatásán több mint hatvanezren vettek részt a városban. Később a gép maradványait is Litvániába szállították.
1936-ban a litván kormány mauzóleumot építtetett Steponas Dariusnak és Stasys Girėnasnak Kaunas régi temetőjében, ezt azonban a szovjet megszállók lerombolták. A pilóták ma a Šančiai (Kaunas) katonai temetőben nyugszanak.
A két pilóta által megszakítás nélkül levegőben töltött idő a kor negyedik leghosszabbja volt, az általuk megtett útnál pedig csak a csúcstartó Russel Boardman és John Polando páros tett meg többet. A tragikus repülés a kor egyik legprecízebben végrehajtott útja volt, tekintettel arra, hogy kezdetleges navigációs eszközökkel, rossz időjárási körülmények között repültek. A Lituanica volt az első gép, amely transzatlanti légiposta-szolgálatot teljesített, ugyanis küldeményeket vitt a brooklyni postáról Litvániába. A csomagot megtalálták a roncsok között, és a leveleket később kézbesítették.

## Érdekességek
- A litván 10 litasos bankjegyen a  Lituanica  pilótái láthatók.[1]
- A gép roncsai a kaunasi Nagy Vitold Katonai Múzeumban vannak.[3]
- A két pilótáról nevezték el a kaunasi városi stadiont.[2]
- A pilótákról nevezték el a Kaunas repülőterét, az egykori aleksotasi repülőteret (napjainkban S. Darius és S. Girėnas repülőtér)
- A gép replikáját a kaunasi repüléstörténeti múzeumban állították ki.[3]

## Galéria

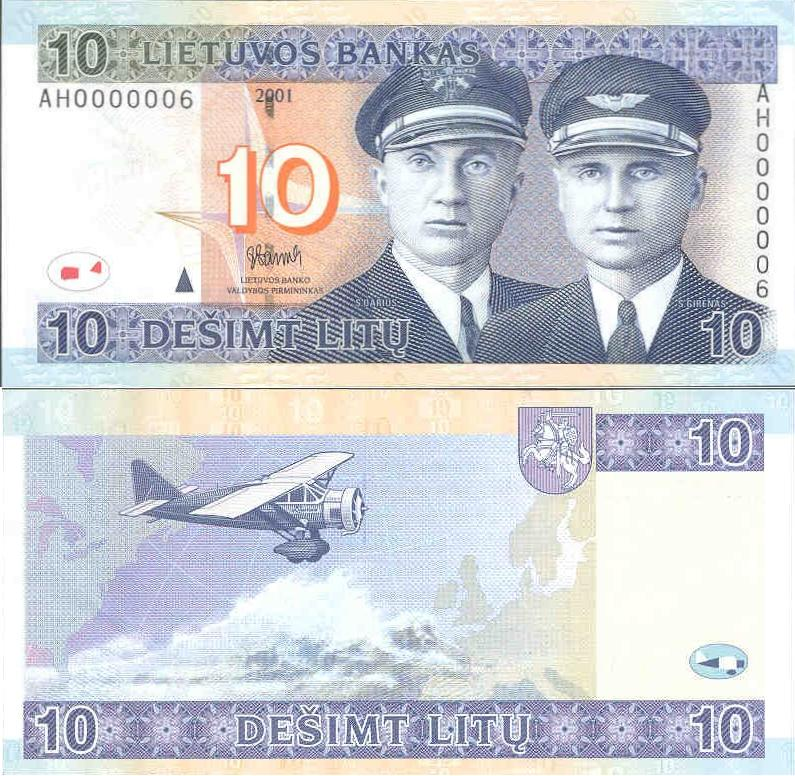
A 10 litaszos bankjegy
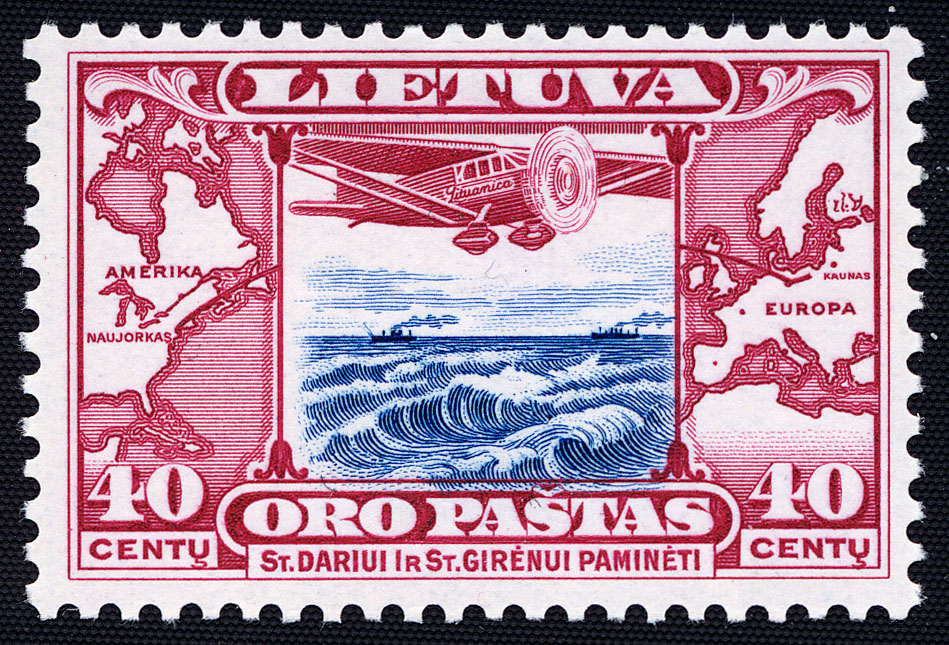
Bélyeg a pilóták tiszteletére
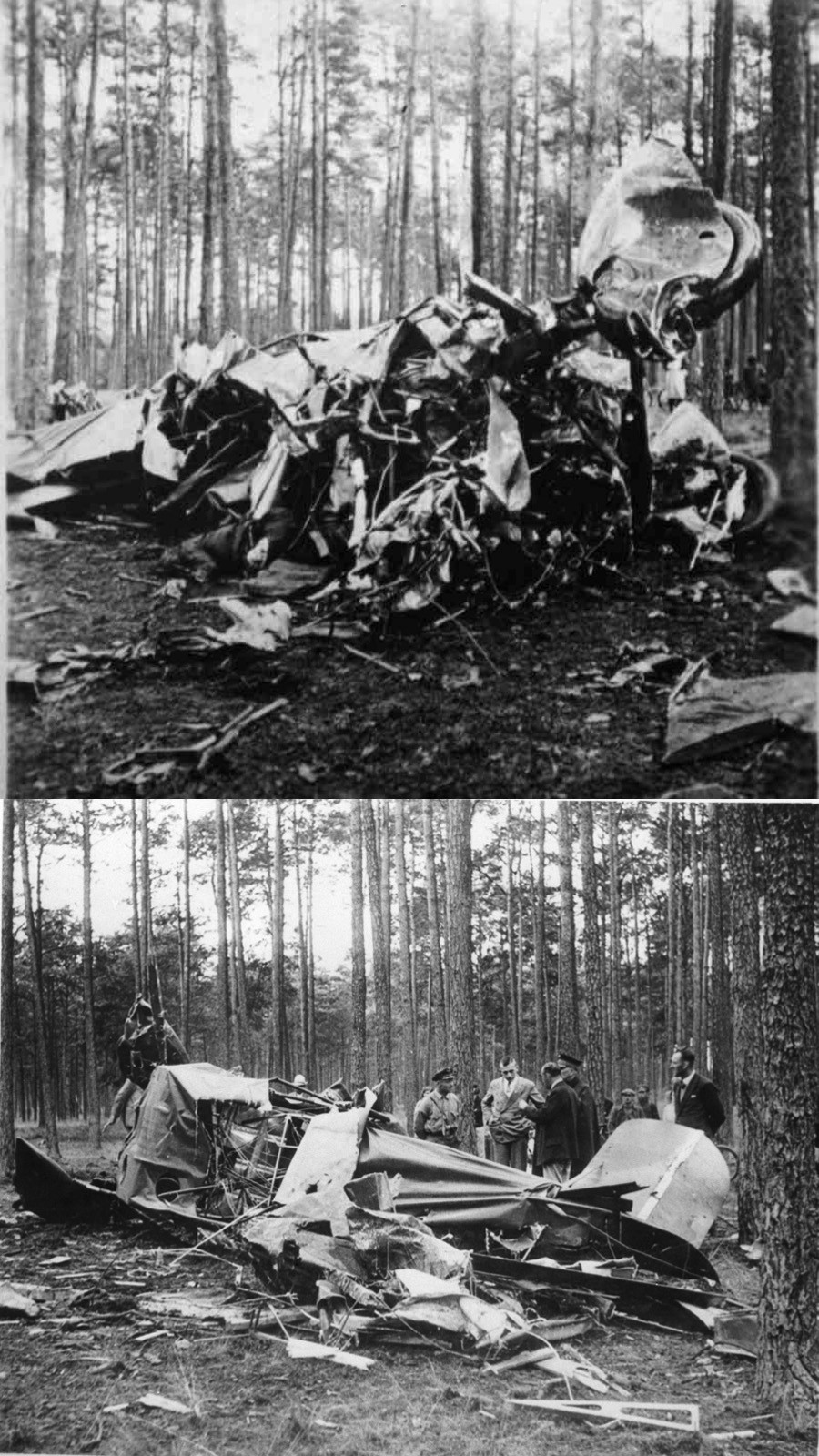
A roncsok
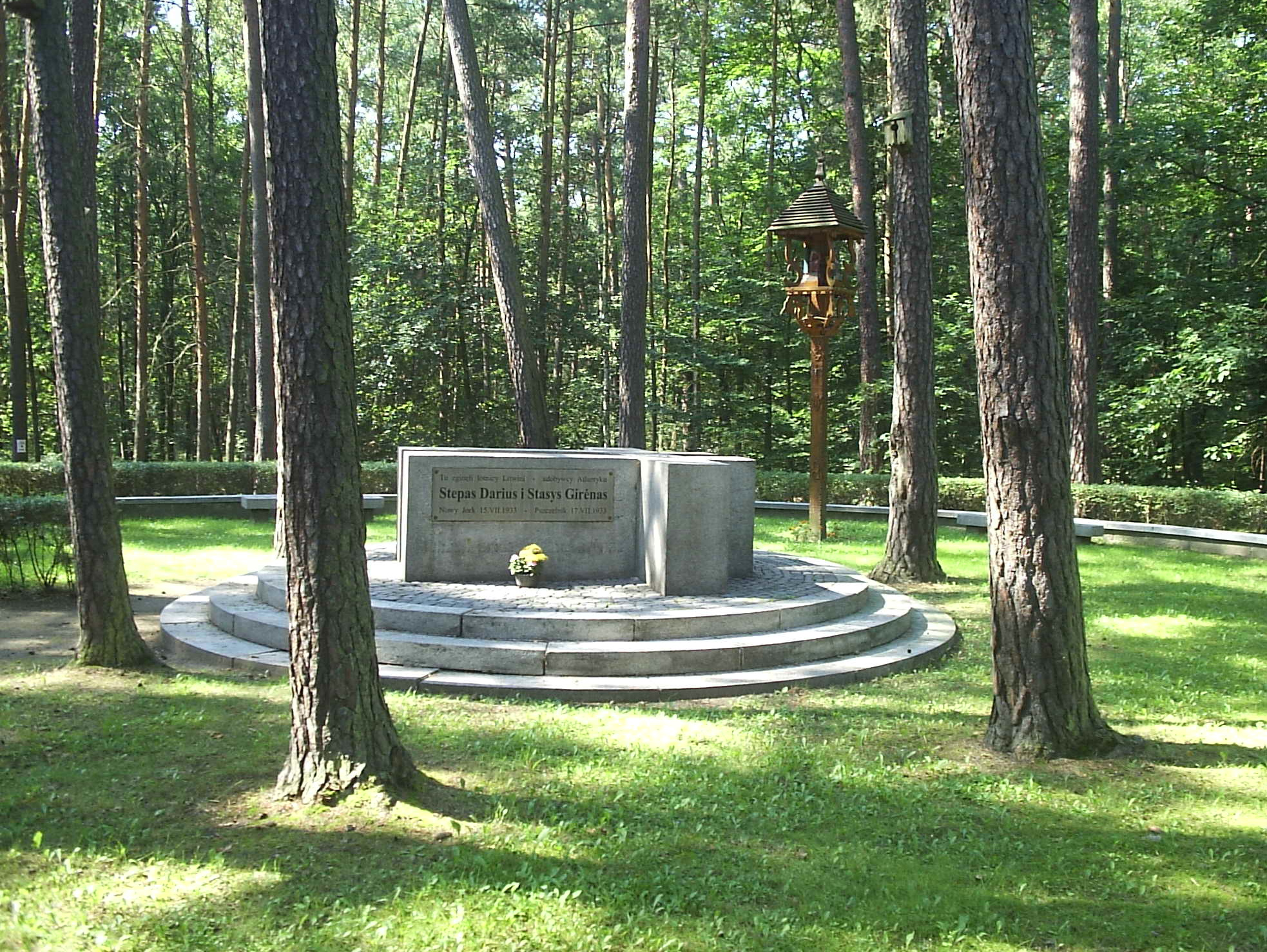
A tragédia emlékműve
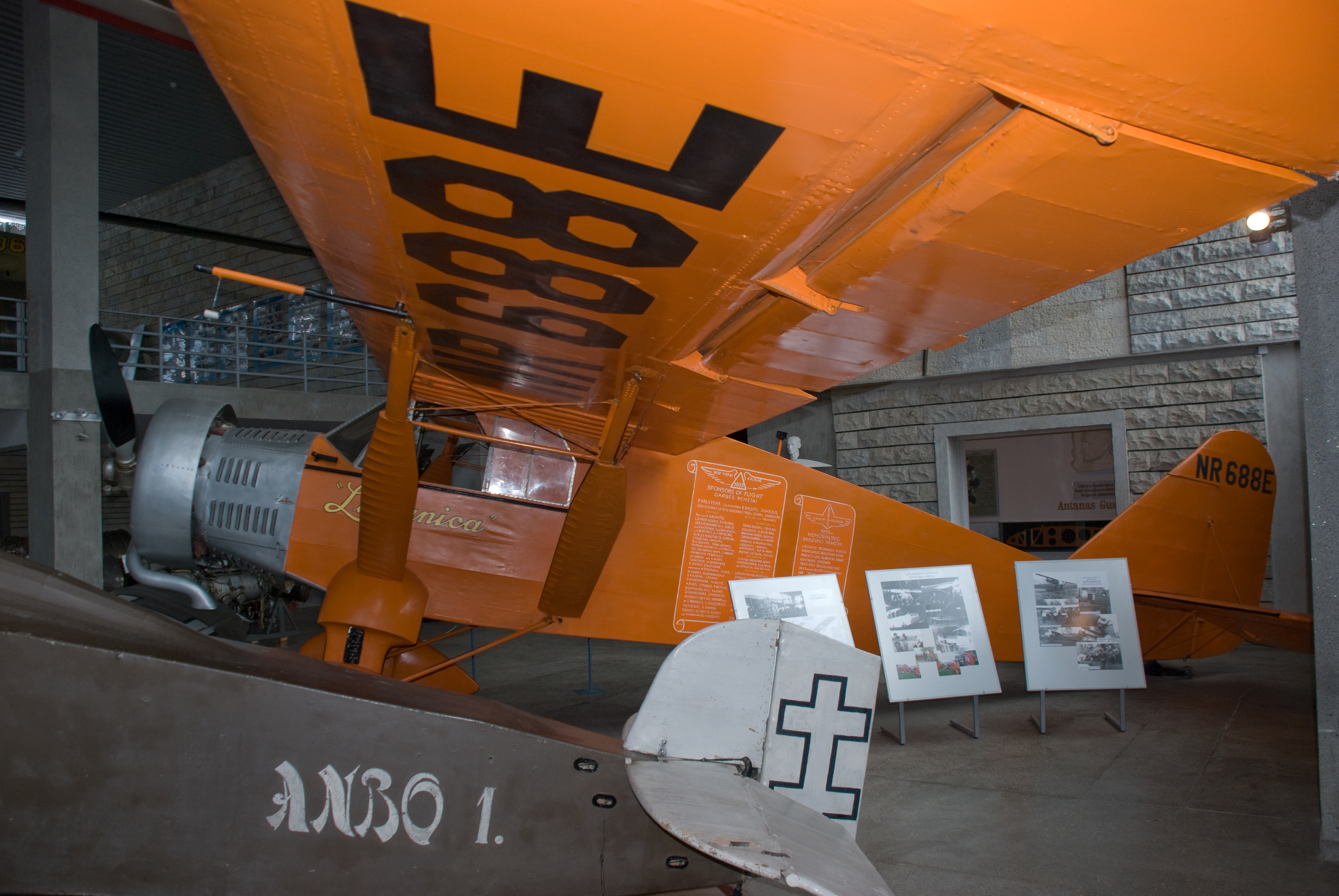
A Lituanica másolata a Litván Repülési Múzeumban